# Ludolfo di Sudheim
Ludolfo di Sudheim, (o Suchen o Suchem o Suthem) (fl. XIII-XIV secolo), è stato uno scrittore, viaggiatore ed ecclesiastico tedesco del quattordicesimo secolo.
È noto per essere l'autore di una relazione di viaggio in Terrasanta, il De itinere Terre Sancte.

## Biografia
Non ci sono notizie biografiche sicure su Ludolfo di Sudheim, se non quanto si può ricavare direttamente dal suo “testamento” letterario. Secondo Christine Gadrat-Ouerfelli, esisterebbero due versioni latine dell’opera, una delle quali sarebbe una redazione seconda del De itinere (o almeno diversa, perché fornisce maggiori dettagli), di Nicolas (o Detmar) di Hude, un monaco cistercense di Oldenburg, che riporta alcune sezioni del testo ludolfiano nella sua compilazione. Il ritratto autoriale che emerge da questi estratti è in parte diverso: si parla di un Ludolfo Clippeator (forse da intendersi come “scudiere”, da clippeus “scudo”), un chierico di Osnabrück che viaggia in Terrasanta al seguito di un re d’Armenia e che dedica il suo lavoro al vescovo Goffredo di Osnabrück (che potrebbe essere identificato con Gottfried von Arnsberg, 1321-1348). Dalla lettura del De itinere emerge che Ludolfo è un viaggiatore estremamente curioso che si interessa a tutto ciò che gli sembra esotico e singolare, tanto che a volte risulta quasi ingenuo nella sua disponibilità a credere a quello che gli viene riferito: ad esempio, racconta di aver conosciuto un conte di Giaffa che va a caccia con più di cinquecento segugi e duecento militari per mesi nei boschi oppure che in Spagna e Inghilterra esisterebbero alberi che producono frutti simili alle mele, da cui nascono dei “vermi volanti” che si trasformano in uccelli se toccano terra o in pesci se riescono a raggiungere l’acqua. Spesso Ludolfo si presenta tollerante nei confronti del diverso, soprattutto dei saraceni: la tolleranza religiosa è una delle sue caratteristiche più moderne e anticonvenzionali. Dal punto di vista culturale, Ludolfo non è un sapiente e lo si vede chiaramente nella sua lingua rozza e volgareggiante: si percepisce che non è la lingua di uso quotidiano. Presenta spesso volgarismi che, dal punto di vista lessicale, sono più italianismi che germanismi: un esempio è il gulph, un “colpo di vento” che tenta di rovesciare la barca su cui viaggia l’ecclesiastico, parola che forse deriva da un termine del dialetto genovese, lingua dei marinai compagni di viaggio di Ludolfo.

## La genesi dell'operaDe itinere Terre Sancte
Ludolfo viaggia in Medio Oriente tra il 1336 e il 1341 insieme a “re e principi, vescovi, nobili e signori”, esponenti dell’alta società laica ed ecclesiastica, di cui probabilmente egli stesso fa o aspira a far parte, e dedica l’opera al vescovo Baldovino di Steinfurt. Alcuni manoscritti riportano il 1350 come data del viaggio di ritorno, ma così non funziona l’indicazione temporale di svolgimento del viaggio per quinquennium che Ludolfo fornisce nel prologo. 
La sua opera, il De itinere Terre Sancte, è il resoconto del viaggio di Ludolfo in Terrasanta: ne esistono diverse versioni, sia in latino (di cui, secondo l’ipotesi di Christine Gadrat-Ouerfelli, ci sarebbero due redazioni) sia in tedesco, in Hochdeutsch e in Niederdeutsch. Non è stato ancora chiarito se originariamente Ludolfo abbia redatto in latino o in tedesco la sua opera: non sono conservati manoscritti decisamente più antichi nell’una o nell’altra lingua che determinino una preminenza temporale. Dal punto di vista strutturale, rispetto agli altri resoconti coevi o precedenti, che non dedicano spazio a queste notizie, il De itinere è originale e diverso: la prima parte della relazione riguarda il viaggio tappa per tappa via mare compiuto per giungere in Terrasanta e le svariate avventure che il protagonista ha vissuto e di cui ha sentito parlare, a cui segue una seconda parte, più tradizionale, più incentrata sui canonici luoghi santi (ad es. Gerusalemme o il Monte Sinai), descritti attraverso il filtro di famosi episodi biblici. Il De itinere sembra quindi presentarsi come un mix tra un prontuario e una guida di viaggio: riporta, infatti, consigli su quale sia la rotta migliore, sui pericoli che si possono trovare lungo la via, ma anche notizie culturali su ogni popolo e su ogni città che ha visitato o descrizioni delle chiese e delle usanze più caratteristiche che ha conosciuto.

## L'opera
Nel De itinere Terre Sancte tutto quello che viene raccontato dal protagonista è sempre al massimo delle possibilità e della grandiosità, forse per creare un quadro sfavillante e a volte inspiegabile di posti così lontani e inaccessibili per il pubblico medio del tempo. È molto difficile riassumere l’opera, perché l’elemento caratterizzante sono quelle storielle, quelle leggende incredibili che l’autore riporta numerosissime. Si possono però individuare dei nuclei tematici: dopo un prologo in cui l’autore racconta un po’ di sé e chiede di non essere giudicato troppo, si inserisce una sommaria descrizione della Terrasanta, di Costantinopoli e delle principali rotte possibili per giungere laggiù. Inizia un percorso a ritroso dalle coste genovesi, dove probabilmente si è imbarcato: dopo una sezione su regni poco conosciuti e individuabili (come il regnum Garp, Barbaria e Pugia), forse regni arabi di Spagna, ci descrive i pericoli del mare, gli incontri con temibili pesci come la troya marina, un pesce mostruoso che si mette in fuga solo se chi l’ha davanti si dimostra a lei impavido. Per rappresentare i centri urbani che visita, ognuno con una sua peculiarità, usa sempre lo stesso schema: li connota come ditissimi (ricchissimi) e pulcherrimi (bellissimi), ciascuno con la sua basilica e il suo santo di riferimento. La geografia di Ludolfo, però, è spesso un po’ confusa: ad esempio, dice che da Troia si vedono la Lombardia e la Calabria. Ludolfo deve aver scritto il suo resoconto quando torna in patria, a viaggio concluso (in base a ciò che si evince dal prologo) e quindi questa imprecisione potrebbe essere dovuta a un problema di distanza temporale o alla volontà di non attenersi a una successione precisamente geografica. Indugia molto, con due lunghi capitoli (probabilmente ripresi da qualche fonte anteriore), sulle bellezze di Acri e sul suo assedio da parte dei Mamelucchi: la descrizione della battaglia tra Acri e il sultano, probabilmente al-Ashraf Khalil, è molo dettagliata, quasi patetica. Dopo questa digressione, si apre la seconda sezione dell’opera, più incentrata sulla Terrasanta, più dottrinale, meno fantasiosa e “ludolfiana”: non mancano neanche in queste pagine racconti sensazionali, forse bugie da parte delle guide presenti nel territorio (dobbiamo immaginare, infatti, che anche a quel tempo ci fossero tour usuali organizzati in base alla lingua del pellegrino). Il vero obiettivo del viaggio è Gerusalemme, che viene raccontata attraverso il filtro di famosi passi biblici. (ad esempio dove fosse stato appoggiato il corpo esanime di Cristo tolto dalla croce): è a questo punto che viene narrata la storia dei trenta denari di Giuda, che sarebbero appartenuti ad una serie di personaggi, tra cui Abramo e Maria, la quale li perde durante la fuga da Erode. La fine dell’opera è sancita da una frase epigrafica che ne ribadisce l’inizio, dando prova di una certa circolarità: l’autore non vuole essere biasimato per quanto ha raccontato perché, nonostante non possa dimostrare alcune affermazioni, è tutto vero ciò che ha visto e ascoltato.
Il viaggio ludolfiano è sicuramente vissuto in prima persona dal narratore, ma si devono ipotizzare delle fonti da cui Ludolfo ha attinto informazioni e da cui ha ricalcato brani interi: è una questione che rimane snodo fondamentale da indagare per riuscire a comprendere meglio l’originalità di quest’opera.
Il De itinere Terre Sancte manca di un’edizione critica completa, redatta secondo i criteri della filologia neolachmanniana, anche se ci sono diverse edizioni disponibili online, come quella di Ferdinand Deycks, De itinere Terrae Sanctae liber, Stuttgart 1851 (https://archive.org/details/ludolphirectori00suchgoog) o quella di G. A. Neumann, De itinere terrae sanctae (https://archive.org/stream/archivesdelorie02parigoog#page/n818).

## La tradizione manoscritta
L’opera in latino è riportata almeno da una trentina di manoscritti finora conosciuti; c’è poi anche una tradizione dell’opera in tedesco. Per indagare la tradizione manoscritta di questa narrazione si possono consultare le pagine dedicate a Ludolfo nei database ARLIMA (Archives de littérature du Moyen Âge), un archivio francese; Digiberichte, che si occupa di viaggi e viaggiatori dal Medioevo in poi; Manuscripta Mediaevalia, molto utile per l’abbondanza di cataloghi digitalizzati; Handschriftencensus, che tratta la tradizione tedesca. Il De itinere ha conosciuto anche diverse edizioni a stampa antiche, edite tra il 1475 e il 1485, che dimostrano un forte interesse anche da parte del pubblico colto per questo genere letterario.